# Sacha Vierny
Sacha Vierny, född 10 augusti 1919 i Bois-le-Roi i departementet Seine-et-Marne, död 15 maj 2001 i Paris, var en fransk filmfotograf. Har är mest berömd för sitt samarbete med Alain Resnais och Peter Greenaway (Kocken, tjuven, hans fru och hennes älskare, Prosperos böcker).

## Karriär
Sacha Vierny gjorde 10 filmer tillsammans med Alain Resnais från 1955 till 1984, med Natt och dimma som första film (Nuit et brouillard på franska) och L'amour à mort som sista. Han var Peter Greenaways favoritfotograf från och med deras första film tillsammans, Z00, liv skönhet död från 1985, och fick därefter filma allt som Greenaway regisserade, TV-produktion som filmproduktion.
Han arbetade även med regissörer som Luis Buñuel (Belle de jour), Raoul Ruiz, Pierre Kast, Chris Marker och Paul Paviot.

## Filmografi
- The Man Who Cried (2000)
- 8½ kvinnor (1999)
- Dormez, je le veux! (1998)
- The Pillow Book (1996)
- Autoreverse (1995)
- The Baby of Mâcon (1993)
- L'Autre Célia (1992)
- Rosa (1992)
- M Is for Man, Music, Mozart (1991) (TV)
- Prosperos böcker (1991)
- A Walk Through Prospero's Library (1991) (TV)
- Final (1990)
- Kocken, tjuven, hans fru och hennes älskare (1989)
- Dränkta i nummerordning (1988)
- Fear of Drowning (1988)
- Arkitektens mage (1987)
- Flügel und Fesseln (1985)
- Z00, liv skönhet död (1985)
- L'amour à mort (1984)
- La femme publique (1984)
- Les trois couronnes du matelot (1983)
- Le Rose et le blanc (1982)
- Beau-père (1981)
- Mon oncle d'Amérique (1980)
- Le fils puni (1980)
- Le chemin perdu (1980)
- L'hypothèse du tableau volé (1979)
- Baxter, Vera Baxter (1977)
- Le Conseiller Crespel (1977)
- Le Diable dans la boîte (1977)
- La vocation suspendue (1977)
- Stavisky (1974)
- Le Moine (1973)
- Les Granges brulées (1973)
- Le Fusil à lunette (1972)
- La Sainte famille (1972)
- Bof... Anatomie d'un livreur (1971)
- La Main (1969)
- La Nuit Bulgare (1969)
- Le Tatoué (1968)
- Caroline chérie (1968)
- Belle de jour (1967)
- La Bien-aimée (1967) (TV)
- La Musica (1967)
- La Guerre est finie (1966)
- De dans van de reiger (1966)
- Aimez-vous les femmes? (1964)
- Muriel ou Le temps d'un retour (1963)
- Climats (1962)
- Portrait-robot (1962)
- L'année dernière à Marienbad (1961)
- Main chaude, La (1960)
- Merci Natercia! (1960)
- La Morte saison des amours (1960)
- Une question d'assurance (1960)
- Hiroshima mon amour (1959)
- Le Bel âge (1959)
- L'Opéra mouffe (1958)
- Lettre de Sibérie (1957)
- Le Mystère de l'atelier quinze (1957)
- Natt och dimma (1955)
- Pantomimes (1954)